# Rezerwat przyrody Struga Żytkiejmska
Rezerwat przyrody Struga Żytkiejmska – rezerwat leśny położony w województwie warmińsko-mazurskim, w powiecie gołdapskim, w gminie Dubeninki, na terenie Parku Krajobrazowego Puszczy Rominckiej, w nadleśnictwie Gołdap. Jego północną granicę stanowi granica państwowa z Rosją (z obwodem królewieckim).
Rezerwat został ustanowiony w 1982 roku, a ochroną objęto fragment wschodniej części Puszczy Rominckiej ze stanowiskami rzadkich gatunków flory i fauny. Zajmuje powierzchnię 471,04 ha (akt powołujący podawał 467,07 ha). Z całej, głównie leśnej powierzchni rezerwatu, 91,3 ha zajmują łąki i torfowiska. Obszar objęty ochroną przedstawia typowy krajobraz morenowy, z geomorfologią charakterystyczną dla północno-zachodniej części Pojezierza Litewskiego. Ten teren odznacza się bardzo urozmaiconą rzeźbą, wynikającą z przeplatania się licznych wzgórz i obniżeń morenowych. Różnice wysokości pomiędzy wierzchołkami wzniesień a obniżeniami dochodzą do 22–25 m. Przez teren rezerwatu przepływa Żytkiejmska Struga, od której pochodzi jego nazwa.

## Flora
Teren rezerwatu porasta w większości bór mieszany trzcinnikowo-świerkowy. Jedynie miejscami, obok starodrzewu występują młodniki powstałe z odnowień zrębów zupełnych. Partie starodrzewu buduje przede wszystkim świerk pospolity, sosna zwyczajna, brzoza brodawkowata i omszona, miejscami olsza czarna, oraz jednostkowo dąb szypułkowy, grab, lipa drobnolistna.
Bogate jest również runo leśne: borówka czarna, borówka brusznica, widłak jałowcowaty, sałatnik leśny, turzyca palczasta, skrzyp leśny, kostrzewa olbrzymia. W obniżeniach terenowych występuje niezapominajka błotna i kuklik zwisły.
W dolinach, szczególnie w miejscach wysięku wód, a także na obrzeżach Strugi Żytkiejmskiej, wykształciły się płaty łęgu Circaeo-Alnetum. Gleby torfowe, które zalegają w obrębie doliny Żytkiejmskiej Strugi porasta w części bór mieszany torfowcowy reprezentujący zespół Betulo pubescentis-Piceetum.

## Fauna
Rezerwat charakteryzuje się bardzo interesującą i zróżnicowaną fauną. Występuje tu jeleń, sarna, łoś, dzik, lis, kuna leśna, jenot, borsuk, tchórz, łasica i wilk. W wodach żyje bóbr, wydra i piżmak.